# Solenopsis valida
Solenopsis valida é uma espécie de formiga do gênero Solenopsis, pertencente à subfamília Myrmicinae.